# Грб Рајне-Палатината
Грб Рајне-Палатината је званични грб немачке покрајине Рајна-Палатинат. Државна застава и грб су дизајнирани 1947. године, након што је за ову покрајину тад формиран француски високи комесар у Немачкој. 

## Опис грба
Грб је композиција грбова три историјске земље које су формирале данашњу покрајину. Грб Трирског електората, представљен је црвеним крстом на сребром пољу. Грб Мајнцког електората је представљен сребреним точком на црвеном пољу. Трећи грб се односи на Палатинатски електорат (познат и као Фалачка), а представљен је златним крунисаним лавом на црном пољу.
Грб је такође и саставни део покрајинске заставе. Застава симболизује посвећеност Рајна-Палатината Немачкој, а ове боје се први пут и појављују на територији модерне покрајине Рајна-Палатинат.
Круна се састоји од винове лозе и показује значај овог усева за локалну пољопривреду.